# 青原镇
青原镇，是中华人民共和国黑龙江省双鸭山市宝清县下辖的一个乡镇级行政单位。

## 行政区划
青原镇下辖以下地区：
第一社区、兴东村、永乐村、永红村、东富村、兴旺村、青山村、庆东村、复兴村、兴业村、东发村、新城村、本德村、本北村、卫东村和原种场。